# Wieżajcie
Wieżajcie (lit. Vėžaičiai) – miasteczko na Litwie, położone w okręgu kłajpedzkim i w rejonie kłajpedzkim. Liczy 2 033 mieszkańców (2010).

## Zabytki
- Kościół św. Kazimierza. Zbudowany z drewna w 1784  w formie pseudobazyliki o trzech nawach, na planie prostokąta. Nad wejściem niewielka czworoboczna wieża, nad prezbiterium sygnaturka. W pobliżu kościoła stoi drewniana dzwonnica[2].
- Zespół dworski. Zachowały się następujące budynki zbudowane w drugiej połowie XIX wieku, w stylu neogotyckim: Dwór, obora, stajnia i domek ogrodnika[2].
- Park dworski – ma powierzchnię 20 ha i od 1986 jest pomnikiem przyrody[2].

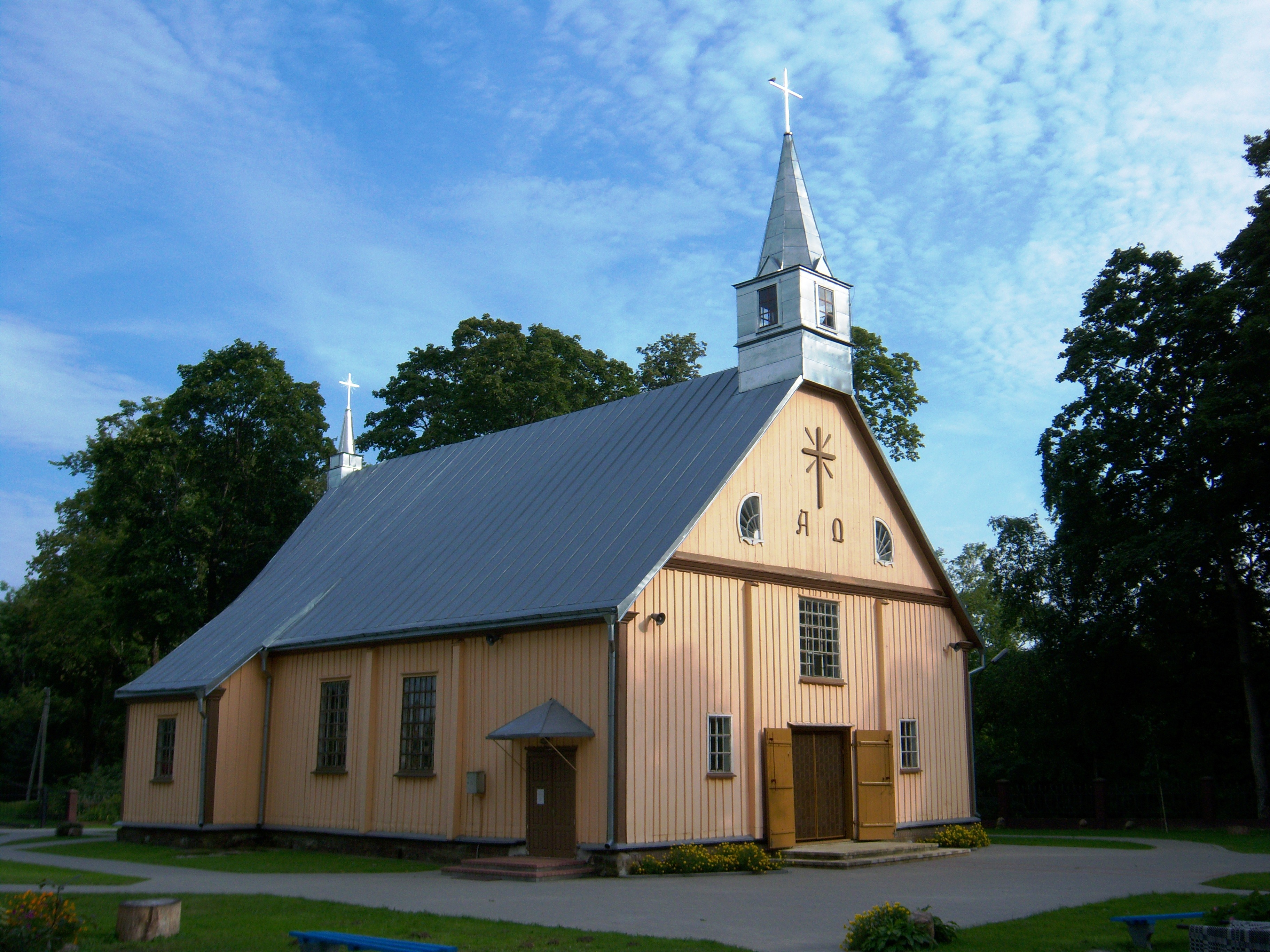
Kościół św. Kazimierza